# Stylogyne
Stylogyne là một chi thực vật thuộc phân họ Xay (Myrsinoideae) của họ Anh thảo (Primulaceae).
Bao gồm các loài:
- Stylogyne darienensis, Lundell